# Equatoria

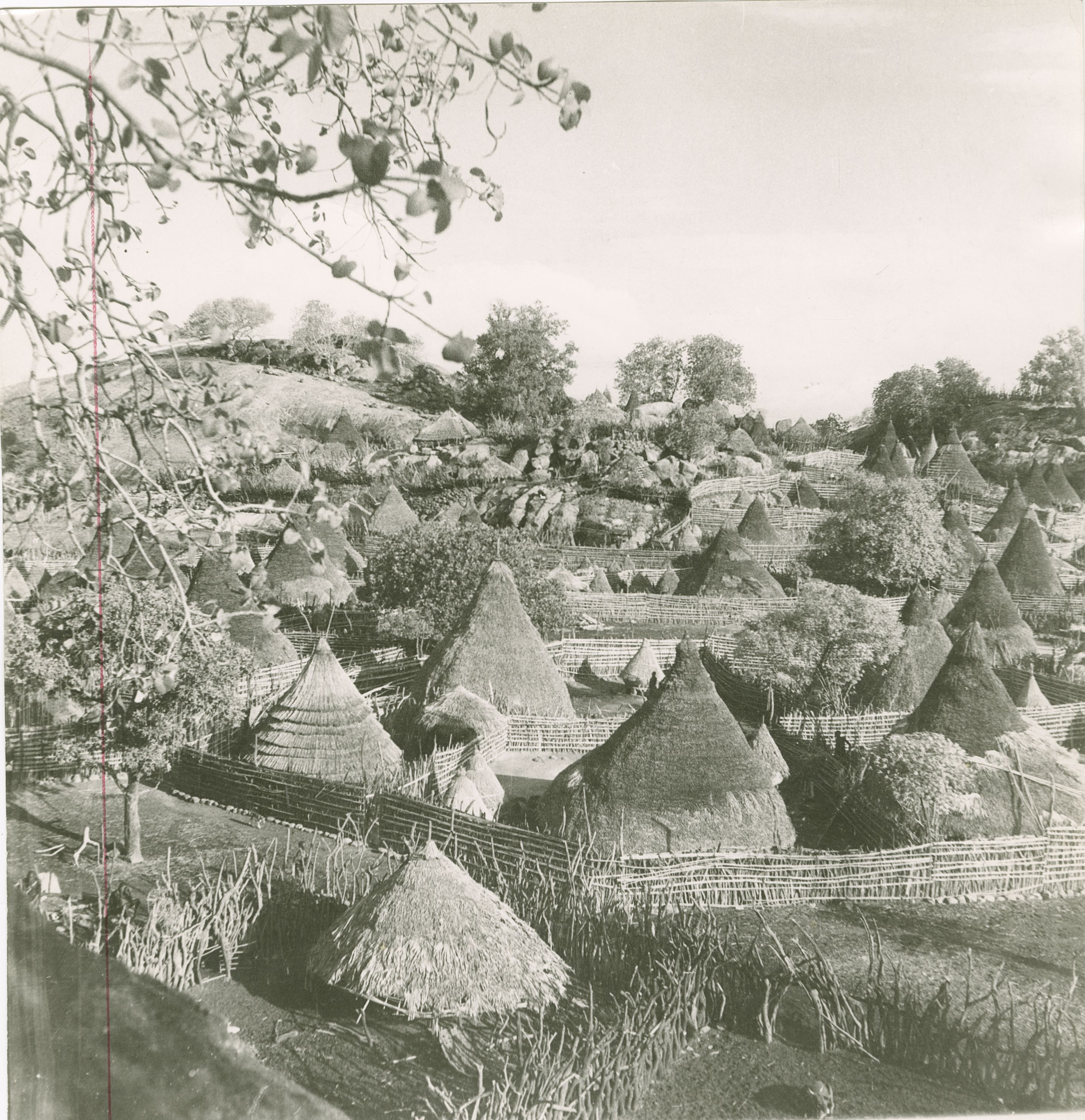
Veduta di un villaggio Latuka nell'Equatoria del 1960

Equatoria (in arabo الاستوائية‎? al-Istiwa'iyya) è una Mudiriya (provincia storica) del Sudan del Sud.

## Geografia
Coincide geograficamente con il bacino del Nilo Bianco, dalle Montagne di Nuba a quelle ugandesi e dallo spartiacque Nilo-Congo ai contrafforti etiopici. Nel 1948 venne creata la nuova Mudiriya di Bahr al-Ghazal che si distaccò da Equatoria.
Ha una superficie di 184.817 km², politicamente è suddivisa in 3 governatorati (in arabo Wilāyāt, talvolta indicati anche come stati):
- Equatoria Orientale, 82.542 km² con capitale Torit;
- Equatoria Centrale, 22.956 km² con capitale Giuba;
- Equatoria Occidentale, 79.319 km² con capitale Yambio.

## Storia
Il 26 maggio 1871 l'esploratore britannico Samuel Baker proclamò a Gondokoro l'annessione all'Egitto delle terre a sud del 12º parallelo, battezzandole con il nome di "Equatoria". Gondokoro, nei pressi dell'attuale Giuba, fu fondata nel 1851 da religiosi austriaci, che vi insediarono una missione. Fu il primo avamposto conosciuto sul Nilo a monte delle paludi del Sudd. Qui, il 15 febbraio 1862, Samuel Baker, che con la moglie stava risalendo il Nilo alla ricerca delle sue sorgenti, incontrò la spedizione di Speke e Grant reduce dall'esplorazione della regione dei Grandi laghi.
Baker avrebbe poi scoperto il Lago Alberto, svelando un punto decisivo del mistero delle sorgenti: l'emissario di questo lago è il Nilo vero, quello che arriva al Delta e un suo immissario proviene dal Lago Vittoria. Speke si sarebbe invece rivelato il vero scopritore delle sorgenti del Nilo, che coincidono con quelle del Lago Vittoria da lui esplorato. Battezzata come Equatoria, la regione più remota dell'Africa, fino ad allora oscura riserva di schiavi, entrava nel grande gioco della Storia. Durante la rivolta del Mahdi tale regione si trovò distaccata dal resto del Sudan in rivolta.